# Домінік Зброжек
Домінік Зброжек (*1 серпня 1832, Самбір — †1 липня 1889, Самбір) — видатний львівський астроном, геодезист, метеоролог, педагог, організатор науки і освіти, член Краківської академії наук і ремесел і регіональний політик. Перший завідувач найстарішої в Україні кафедри геодезії і сферичної астрономії, засновник і перший керівник єдиної XIX ст. в Західній Україні астрономічної обсерваторії. Чесько-польський шляхтич гербу Порай.
До його заслуг також можна записати і те, що він одним з перших розпочав у Львові наукові дослідження в галузі геодезії. Серед його учнів були видатні вчені й інженери: професори Ягеллонського університету у Кракові Маурицій Пій Рудзький і Август Віктор Вітковський, професори Вищої політехнічної школи (ВПШ) у Львові Плацид Здзіслав Дзивінський, Северин Відт, Роман Дзеслевський і доктор Ян Еміль Блаутг, інженери Казімеж Скровачевський, Марцін Маслянка та інші.

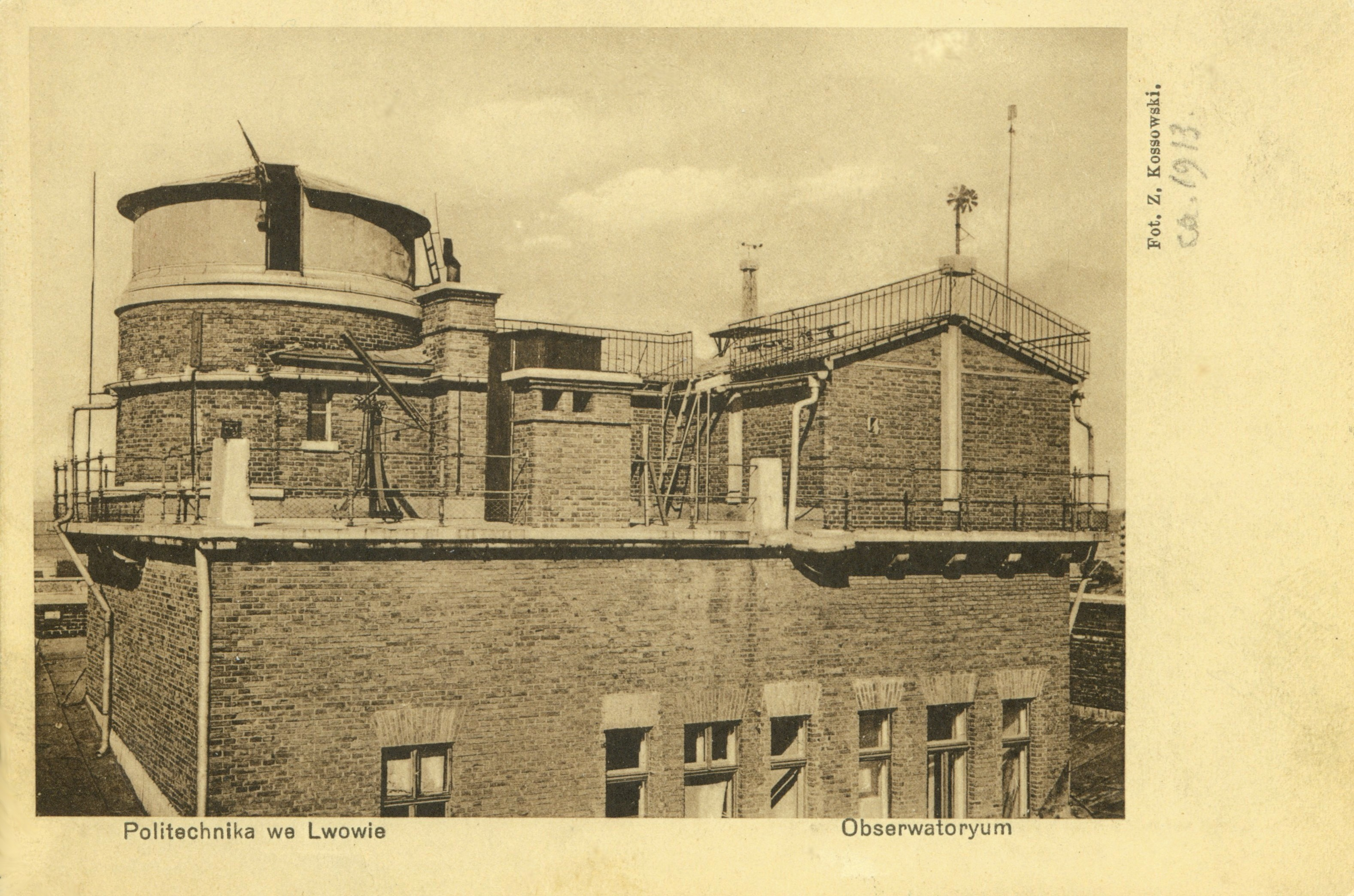
Обсерваторія Ц. і к. Вищої політехнічної школи у Львові